# Gordana Kosanović
Gordana Kosanović, srbska (jugoslovanska) igralka, * 8. avgust 1953, Valjevo, † 8. avgust 1986, Beograd.

## Življenje
Igro je študirala na Fakulteti za igro u Beogradu. Igrala je u Beograjskem dramskem gledališču (Beogradsko dramsko pozorište) in potem v Ateljeju 212. Igrala je tudi v gledališču Theater a.d. Ruhr v Nemčiji.
Ima svojo ulico v občini Zemun, v Beogradu.